# Lisa Ekdahl (album)
Pour la chanteuse, voir Lisa Ekdahl.
 (janvier 2024).
Si vous disposez d'ouvrages ou d'articles de référence ou si vous connaissez des sites web de qualité traitant du thème abordé ici, merci de compléter l'article en donnant les références utiles à sa vérifiabilité et en les liant à la section « Notes et références ».
Lisa Ekdahl est le premier album de la chanteuses suédoise Lisa Ekdahl, sorti en 1994.

## Titres
1. Öppna upp ditt fönster
2. Benen i kors
3. I tveksamhetens tid
4. Jag skrek
5. Å Gud
6. Sanningen i vitögat
7. Det är en nåd
8. Vem vet
9. Jag bara vet
10. Flyg vilda fågel
11. På jakt efter solen
12. Kunde jag vrida tiden tillbaka
13. Du sålde våra hjärtan